# Salimbene de Adam
Fra Salimbene de Adam da Parma (Parma, 9 ottobre 1221 – San Polo d'Enza, 1288) è stato un religioso, storico e scrittore italiano, frate minore, seguace di Gioacchino da Fiore e autore della Cronica.

## Biografia
Dalla sua Cronica si apprende che entrò nell'ordine dei Francescani nel 1238, contro la volontà del padre Guido de Adam, e iniziò a vagabondare tra i conventi di Fano, Jesi, Firenze, Ravenna, Reggio Emilia, Lucca e Parma. Da qui, nel 1247, essendo ancora Parma assediata dalle forze imperiali, fu mandato in Francia a studiare. Durante il viaggio si fermò a Lione, sede della corte pontificia, dove incontrò Innocenzo IV (in Italia aveva già conosciuto l'imperatore Federico II). In Francia fece anche la conoscenza di fra Ugo di Digne, noto gioachimita, che lo avvicinò alla dottrina dell'abate calabrese Gioacchino da Fiore. Rientrato in Italia, gli fu assegnata la sede di Ferrara, dove rimase per sette anni.

## LaCronica

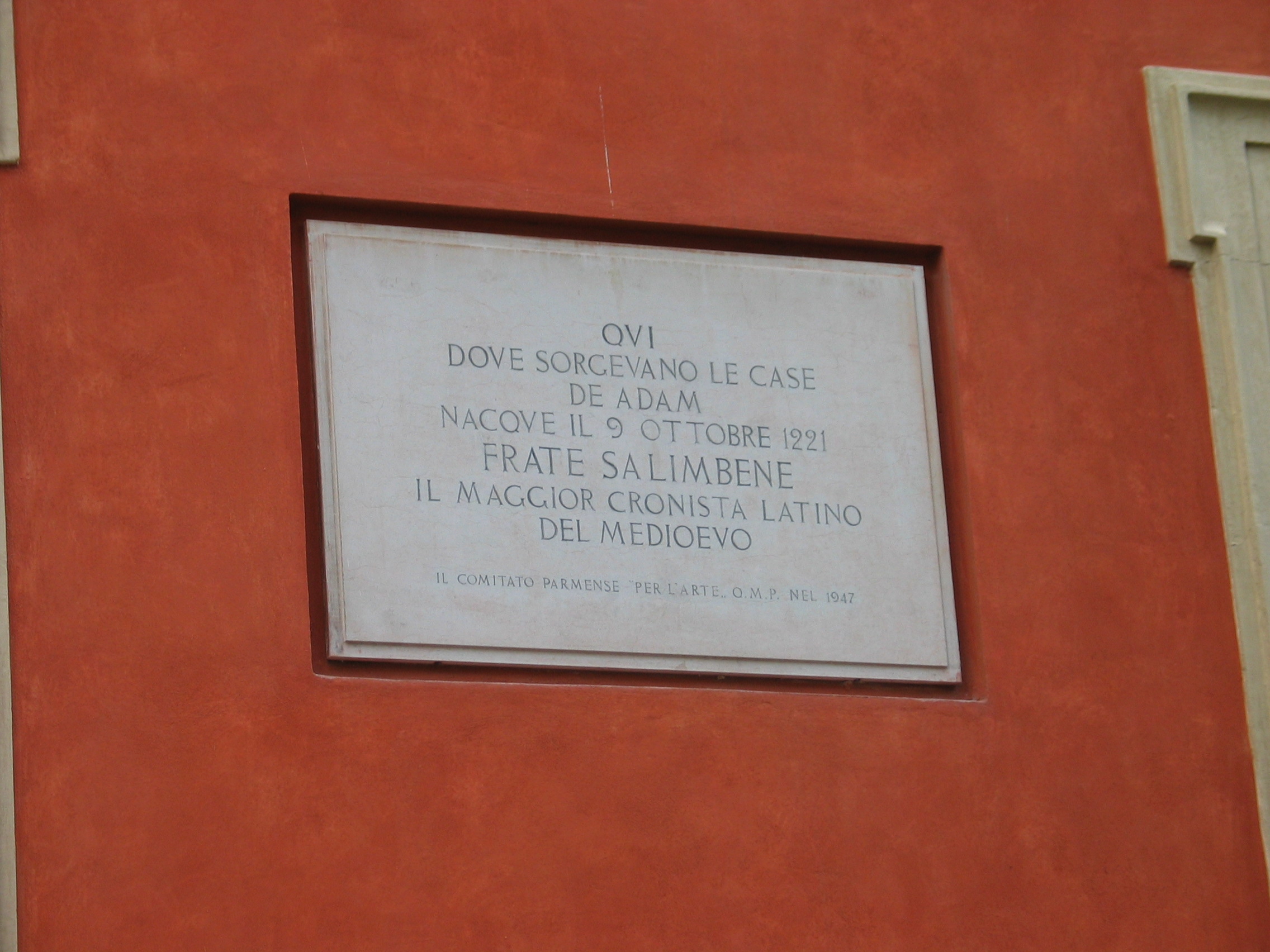
La targa commemorativa sul luogo di nascita in Strada Duomo n. 7 a Parma

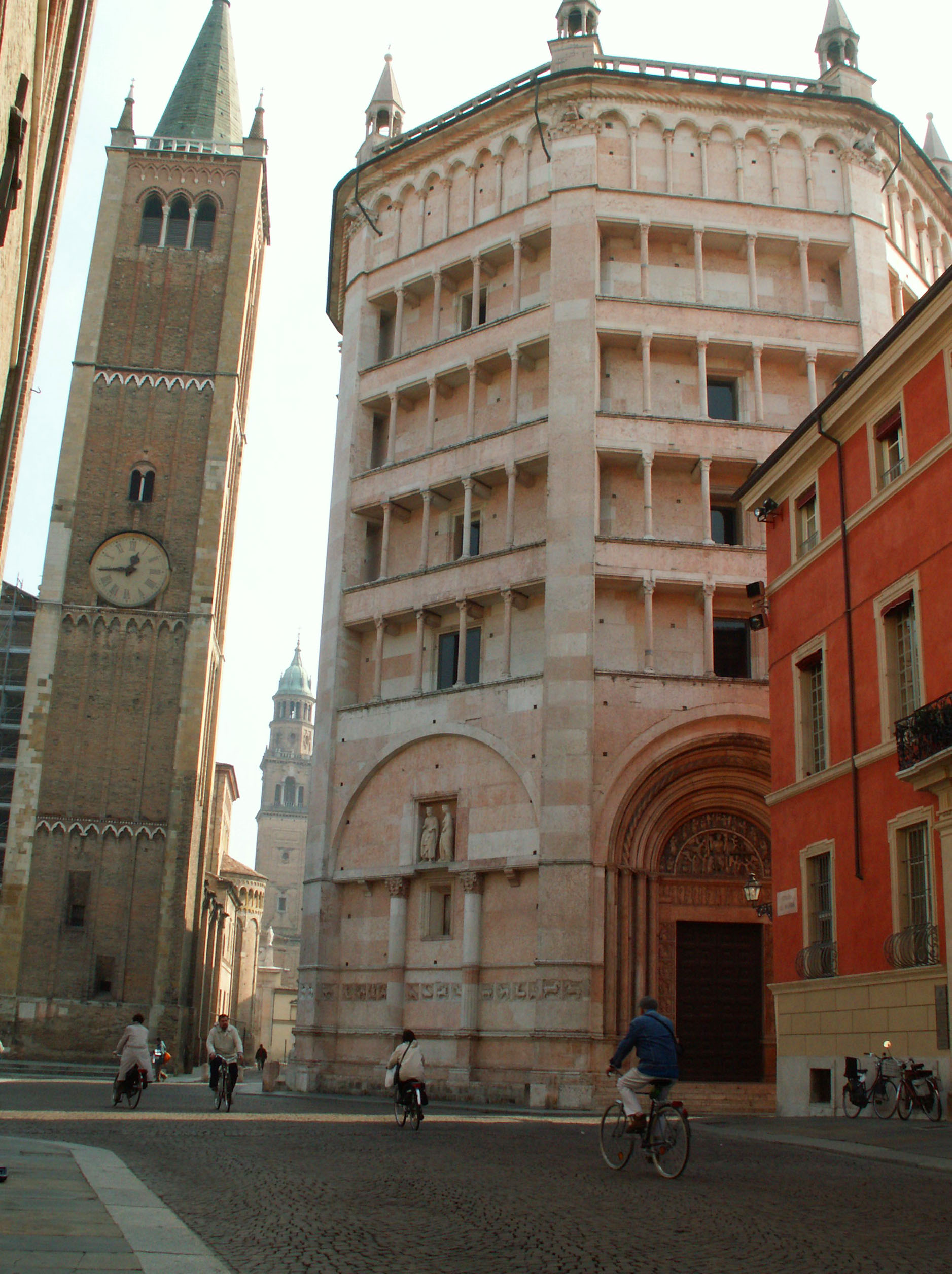
Battistero di Parma: l'edificio rosso a destra (il Palazzo Dalla Rosa Prati) sorge in corrispondenza della casa natale di Salimbene de Adam

Di Salimbene de Adam ci è giunta solo una copia, parzialmente mutila, della sua Cronica, scritta in un latino che spesso muta in volgare, ricchissima di racconti e notizie, tanto da farne una delle fonti storiche più interessanti per il secolo XIII. L'autore attinse largamente dalla Cronica Universalis di Sicardo da Cremona, di poco precedente.
Si tratta di una cronaca della vita religiosa e politica italiana dei 120 anni che vanno dal 1168 al 1287, scritta con uno stile molto personale, dal quale traspaiono le caratteristiche di un autore complesso e multiforme: colto e vicino al volgo, spirituale e focoso, attento alla storia e cultore della Bibbia. Diversi dettagli rivelano le sue conoscenze contadine: ad esempio la calura che danneggia il frumento, o i mandorli, che in Provenza avevano già i frutti mentre a Genova erano ancora in fiore. È un'opera tanto viva quanto storicamente importante: restituisce in modo vivido il flagello delle guerre nello scontro tra Chiesa e Impero, tratteggia le figure di papi e cardinali come di donne e popolani, mendicanti e profeti, tutti visti da lui da vicino.
Quest'opera è anche la principale fonte per costruire la biografia del suo autore, che in essa parla con dovizia di particolari della propria vita e delle opere da lui scritte, che tuttavia non ci sono giunte. Tra queste vi erano i XII scelera Friderici imperatoris, opera che doveva avere carattere polemico, essendo servita anche come opuscolo di propaganda antimperiale, dopo la sconfitta di Vittoria (città di tende eretta da Federico II nelle adiacenze di Parma, mentre quest'ultima era da lui assediata) nel 1248. Nella stessa Cronica Federico II è dipinto come uomo avido, che combatté la Chiesa solo perché voleva impadronirsi dei beni ecclesiastici, addirittura, per Salimbene, Federico II di Svevia è l’Anticristo.
Pur subendo il condizionamento del pregiudizio ideologico anti-imperiale della Sede Apostolica, tuttavia Salimbene, nella sua Cronica, non sfugge completamente al fascino della figura dello svevo, da lui in passato conosciuto e stimato, e del quale «non mancò di annotare le positive qualità». Egli stesso riferisce di un interessamento di Federico II che, in una lettera a frate Elia da Cortona, Ministro generale dell'Ordine dei Frati Minori, avrebbe chiesto la restituzione di Salimbene al padre, contrario alla decisione del figlio.

### Edizioni dellaCronica
- (LA)  Chronica fr. Salimbene parmensis ordinis minorum ex codice bibliothecae Vaticanae nunc primum edita, Parmae: ex offina Petri Fiaccadorii, 1857
- Cronaca di Fra Salimbene Parmigiano dell'ordine dei Minori, volgarizzata da Carlo Cantarelli, vol. 1, Parma, Luigi Battei Editore, 1882.
- Cronaca di Fra Salimbene Parmigiano dell'ordine dei Minori, volgarizzata da Carlo Cantarelli, vol. 2, Parma, Luigi Battei Editore, 1882.
- (LA)  Cronica fratris Salimbene de Adam ordinis Minorum, edidit Oswaldus Holder-Egger (Monumenta Germaniae historica. Scriptores XXXII), Hannoverae et Lipsiae, 1905-1913 (rist. 1963)
- Fra' Salimbene, La Cronaca, a cura di Giuseppe Pochettino; con illustrazioni di Attilio Razzolini, Sancasciano Val di Pesa: Soc. Ed. Toscana, 1926
- Salimbene da Parma, Cronica, a cura di Ferdinando Bernini, 2 voll. Bari: G. Laterza e Figli, 1942
- Salimbene de Adam, La cronaca, versione di Giuseppe Tonna, Milano: Garzanti, 1964
- Salimbene de Adam, Cronica, nuova ed. critica, a cura di Giuseppe Scalia, Bari: Laterza, 1966
- Salimbene da Parma, La cronaca, a cura di Nino Scivoletto, Firenze: La nuova Italia, 1966
- (EN)  The Chronicle of Salimbene de Adam, edd. Joseph L. Baird, Giuseppe Baglivi and John Robert Kane, Binghamton, New York: Center for medieval and early renaissance studies, 1986
- Salimbene de Adam da Parma, Cronaca, traduzione di Berardo Rossi, Bologna: Radio Tau, 1987
- Salimbene da Parma. Storia di Santi, di Profeti e di ciarlatani; traduzione, introduzione e note a cura di Vittorio Dornetti, Xenia: Milano 1989.
- Salimbene de Adam, Cronaca (traduz. di Giuseppe Tonna), con introduzione di Mario Lavagetto, Diabasis: Reggio Emilia 2001 (2ª ed. 2006)
- (LA, IT)  Salimbene de Adam, a cura di Claudia Sebastiana Nobili; introduzione di Mario Lavagetto; contiene la trascrizione della Cronica, basata sul ms. Vat. Lat. 7260 (Cento libri per mille anni), Roma: Istituto poligrafico e Zecca dello Stato, 2002
- (LA, IT)  Salimbene de Adam da Parma, Cronica, testo latino a cura di Giuseppe Scalia; traduzione di Berardo Rossi, 2 voll., Parma 2007